# Prince Oniangué
Prince Oniangué (Parigi, 4 novembre 1988) è un ex calciatore francese naturalizzato congolese (Repubblica del Congo), di ruolo centrocampista.

## Caratteristiche tecniche
È un centrocampista centrale.

## Carriera
Nato a Parigi, in Francia, ha sempre giocato nei campionati francesi ma essendo di origini congolesi a livello internazionale difende i colori della nazionale congolese, con cui ha esordito nel 2008.